# Grațian Sepi
Grațian Sepi (* 30. Dezember 1910 in Valkány, Österreich-Ungarn; † 6. März 1977) war ein rumänischer Fußballspieler. Er bestritt 81 Spiele in der höchsten rumänischen Fußballliga, der Divizia A, und nahm an der Fußball-Weltmeisterschaft 1934 teil.

## Karriere

### Verein
Sepi begann mit dem Fußballspielen bei Banatul Timișoara, wechselte aber im Alter von 14 Jahren zum Lokalrivalen Politehnica Timișoara. Im Jahr 1928 kehrte er zu seinem Heimatverein zurück und konnte sich mit Banatul für die Endrunde um die rumänische Fußballmeisterschaft qualifizieren, schied aber im Halbfinale aus. Sepi wechselte daraufhin zu Vizemeister România Cluj, zog aber schon ein Jahr später, 1930, zum Lokalrivalen Universitatea weiter, ehe er sich dem Profiteam von Ripensia Timișoara anschloss.
Da Ripensia nicht an der rumänischen Fußballmeisterschaft, die den Amateuren vorbehalten war, teilnehmen durfte, kehrte Sepi noch im Jahr 1931 zu Universitatea Cluj zurück. Da „U Cluj“ im Jahr 1932 zu den Gründungsmitgliedern der Divizia A gehörte, war er vom 1. Spieltag an dabei und wurde rumänischer Vizemeister. Da ihm in Cluj der große Erfolg verwehrt blieb, wechselte Sepi im Jahr 1934 in die Hauptstadt zum Spitzenteam Venus Bukarest. Dort wurde er in der Saison 1936/37 rumänischer Meister.
Nach der Meisterschaft kehrte Sepi zu Ripensia zurück, das in den 1930er-Jahren zusammen mit Venus die Divizia A dominierte. Dort ließ er bereits in der Saison 1937/38 den nächsten Meistertitel folgen, kam aber wie schon im Vorjahr kaum noch zum Einsatz. Im Jahr 1939 verließ Sepi Ripensia und schloss sich im Jahr 1940 dem unterklassigen UM Cugir an, wo er im Jahr 1942 seine Karriere beendete.

### Nationalmannschaft
Sepi bestritt 23 Spiele für die rumänische Fußballnationalmannschaft und erzielte dabei 14 Tore. Seinen Einstand feierte er am 15. April 1928 gegen die Türkei. Obwohl er regelmäßig in die Nationalmannschaft berufen worden war, nominierte Costel Rădulescu in nicht für die Fußball-Weltmeisterschaft 1930. Vier Jahre später kam Sepi im einzigen Spiel gegen die Tschechoslowakei zum Einsatz.

## Erfolge
- WM-Teilnehmer: 1934
- Balkan-Cupsieger: 1929–1931, 1936
- Rumänischer Meister: 1934/35, 1936/37, 1937/38
- Rumänischer Vizemeister: 1932/33, 1938/39